# アポロ17号
アポロ17号は、アメリカ合衆国のアポロ計画における最後の飛行である。現在、史上6度目にして最後の有人月面着陸を行い、また地球周回低軌道を越えて人類が宇宙を飛行した最後の例となっている。また、アポロ宇宙船を月面着陸という本来の目的で使用する最後の飛行ともなった。同宇宙船がこの後に使われたのは、スカイラブ計画とアポロ・ソユーズテスト計画のみであった。船長ユージン・サーナン (Eugene Cernan)、司令船操縦士ロナルド・エヴァンス (Ronald Evans)、月着陸船操縦士ハリソン・シュミット (Harrison Schmitt) の3名を乗せて1972年12月7日にフロリダ州ケープ・カナベラルのケネディ宇宙センターから打ち上げられた。
17号は、アメリカの有人宇宙船としては初めて夜間に発射された。またサターン5型ロケットを有人飛行に使用するのは、これが最後のこととなった。この飛行はアポロ計画の中ではJ計画に分類されるものであり、3日間の月面滞在の間に月面車を使用して広範な科学的探査を行った。サーナンとシュミットはタウルス・リットロウ (Taurus–Littrow) 渓谷で3度の船外活動を行い、サンプルを採集してアポロ月面実験装置群 (Apollo Lunar Surface Experiments Package, ALSEP) を設置した。一方この間エヴァンスは司令・機械船に乗り、月周回軌道にとどまった。3人の飛行士は12月19日、約12日間の飛行を終えて地球に帰還した。
タウルス・リットロウ渓谷への着陸は、17号の本来の目的を念頭に置いて決定された。その目的とは即ち、(1) 雨の海を形成した巨大隕石の衝突よりも古い月の高地の資料を採集すること。(2) 比較的新しい火山活動が周辺であった可能性について調査すること、であった。谷の北部と南部にある岸壁では高地のサンプルを採集できることが期待され、また谷の周辺にある暗い物質に囲まれたいくつかのクレーターでは火山活動の痕跡を発見できる可能性があったため、この地が着陸地点に選ばれた。
17号はまた、(1) 最も長く宇宙に滞在し （当時）、(2) 最も長く月面活動を行い、(3) 最も大量に月面からサンプルを持ち帰り、(4) 最も長く月周回軌道に滞在した、などのいくつかの記録を打ち立てた。

## 搭乗員
| 地位           | 飛行士                               | 飛行士                               |
| -------------- | ------------------------------------ | ------------------------------------ |
| 船長           | ユージン・サーナン 3回目の宇宙飛行   | ユージン・サーナン 3回目の宇宙飛行   |
| 司令船操縦士   | ロナルド・エヴァンス 1回目の宇宙飛行 | ロナルド・エヴァンス 1回目の宇宙飛行 |
| 月着陸船操縦士 | ハリソン・シュミット 1回目の宇宙飛行 | ハリソン・シュミット 1回目の宇宙飛行 |

17号の搭乗員には、本来はサーナン、エバンスおよびジョー・エングル(Joe Engle) が指名されるはずであった。この3名は、アポロ14号で予備搭乗員を務めていた。エングルは極超音速実験機X-15のパイロットとして16回飛行し、最高時速7,272キロメートル、最高到達高度85.5キロメートル の記録を打ち立てたことのある人物だった。一方でシュミットは、アポロ15号の予備搭乗員を務めていた。アポロ計画の飛行士のローテーションでは、予備搭乗員はその3つあとの飛行で本搭乗員を務めるという規定があり、これに従えばシュミットはアポロ18号で月着陸船操縦士を務めることになっていたのだが、18号（さらに19号、20号）は1970年9月に中止が決定された。この決定を受け、科学者らの協会は17号では宇宙飛行士に訓練で地質学を学ばせるのではなく、地質学者そのものを月面に赴かせるようNASAに圧力をかけた。この科学者からの要望を考慮して、地質学の専門学者であるシュミットが着陸船操縦士に指名された。
この変更を受け、17号の残りの搭乗員には誰を指名するかという問題が発生した。15号の予備搭乗員であったリチャード・ゴードン (Richard F. Gordon, Jr.)、ヴァンス・ブランド (Vance D. Brand) をシュミットとともにスライドさせるのか、もしくは14号のサーナンとエヴァンスをそのまま搭乗させるのかという選択に迫られたが、NASAの飛行人事部長だったドナルド・スレイトン (Deke Slayton) は最終的にサーナンとエヴァンスを指名した。

### 予備搭乗員

#### 当初
| 地位                             | 飛行士                                   | 飛行士                                   |
| -------------------------------- | ---------------------------------------- | ---------------------------------------- |
| 船長                             | デイヴィッド・スコット (David Scott)     | デイヴィッド・スコット (David Scott)     |
| 司令船操縦士                     | アルフレッド・ウォーデン (Alfred Worden) | アルフレッド・ウォーデン (Alfred Worden) |
| 月着陸船操縦士                   | ジェームズ・アーウィン (James Irwin)     | ジェームズ・アーウィン (James Irwin)     |
| 彼らはアポロ15号の本搭乗員だった |                                          |                                          |

#### 変更後
| 地位           | 飛行士                              | 飛行士                              |
| -------------- | ----------------------------------- | ----------------------------------- |
| 船長           | ジョン・ヤング (John Young)         | ジョン・ヤング (John Young)         |
| 司令船操縦士   | スチュアート・ルーサ (Stuart Roosa) | スチュアート・ルーサ (Stuart Roosa) |
| 月着陸船操縦士 | チャールズ・デューク (Charles Duke) | チャールズ・デューク (Charles Duke) |

17号はアポロ計画最後の飛行であり、予備搭乗員がその後に飛行することはなかったため、当初は15号の本搭乗員が指名されていた。だが1972年初め、スコットらが金銭的な報酬と引き換えに月に記念切手を持って行ったという事実が発覚し、NASAと空軍から懲戒を受けた（彼らは3人とも現役の空軍軍人であった）ため、飛行人事部長のスレイトンは彼らを任務から外し、代わりに16号の本搭乗員だったヤングとデューク、そして14号の本搭乗員で16号の予備搭乗員だったルーサを指名した。

### 支援飛行士
- ロバート・オーバーマイヤー (Robert F. Overmyer)[13]
- ロバート・パーカー (Robert A. Parker)[14]
- ゴードン・フラートン (C. Gordon Fullerton)[15]

### 計画の記章
記章の中で最も特徴的なのは、ギリシャ神話の太陽神アポロンと、背景に描かれたアメリカを象徴する鳥ハクトウワシである。ワシの中には星条旗を表す赤い横線が引かれ、その上の3つの星は宇宙飛行士を象徴している。背景には月と土星そして銀河が描かれ、さらにワシの羽根の一部は月にかかっていて、人類がそこに降り立ったことを示唆している。アポロンとワシの視線が外宇宙に向けられているのは、人類の宇宙開発の目的地がそこであることを表している。
記章の色には、星条旗を構成する色である赤・白・青とともに、17号から始まるであろう宇宙飛行の「黄金時代」を象徴する金色が含まれている。太陽神の顔は、「ベルヴェデーレのアポロン (Apollo Belvedere)」と呼ばれる彫刻が元になっている。この記章は、飛行士たちの意見を元にイラストレーターのロバート・マッコール (Robert McCall) がデザインした。

## 計画と訓練

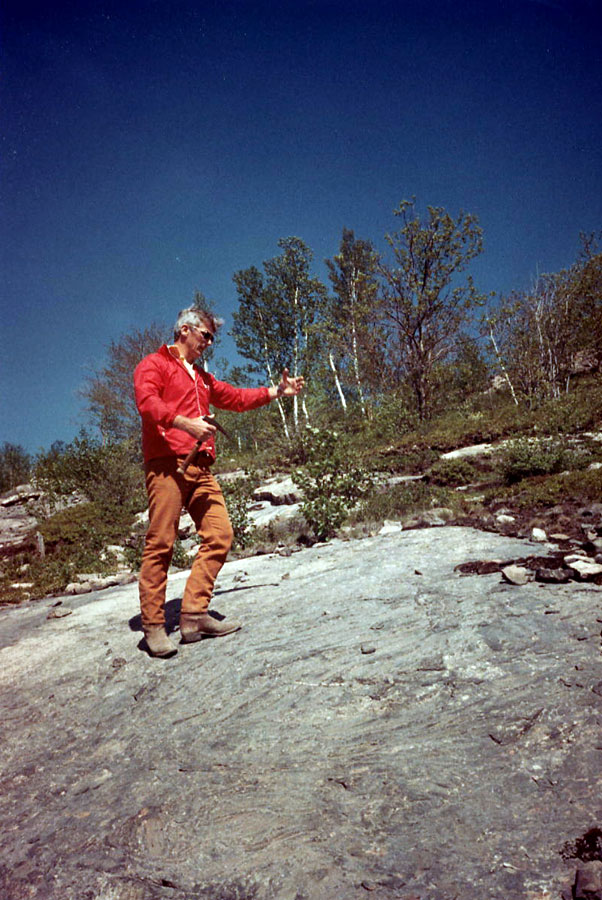
オンタリオ州サドバリーで地質学の訓練に参加するサーナン。1972年5月。

17号はその前の15号や16号と同様に、月面に3日間滞在し月面車を使って科学的探査の能力を向上させた「J計画」に分類されるものであった。アポロ計画では最後の飛行となるため、着陸地点の選択においては、いまだ訪れたことがないような場所であることが最重要項目として挙げられた。第一の候補であったコペルニクスクレーターは、12号がすでにその場所が形成されたときの隕石衝突の生成物を持ち帰ってきており、また他の飛行でも雨の海周辺のサンプルは得られているという理由で除外された。月の高地にあるティコクレーターも考慮されたが、地形が荒く着陸には適さないという理由で却下された。また月の裏側にあるツィオルコフスキークレーターは、技術的な問題や月面活動をする際の地球との通信にかかる費用の点などが考慮され除かれた。さらに危難の海の南西部は、ソ連の宇宙船でも容易に接近できるという理由で候補から外れた。事実、17号の着陸地点が決定した直後に無人探査機ルナ20号がその場所に降り立ち、30gのサンプルを持ち帰ってきたのである。
こうしていくつかの候補が除外された後、最終的にアルフォンサス (Alphonsus) クレーター、ガセンディ (Gassendi) クレーター、タウルス・リットロウ渓谷の3つが残った。最終決定をするにあたって考慮に入れられたのは、17号の根本的な飛行目的だった。その目的とは、(1) 雨の海から相当程度離れている月の高地のサンプルを採集すること　(2) 若い (たとえば30億年以前) 火山活動の生成物を採集すること　(3) 司令船が月周回軌道上から月面を観測する際、その領域が15号や16号のものとはあまり重ならず、なるべく新しいデータを得られるようにすること、であった。
タウルス・リットロウが選ばれたのは、谷の南壁で起こった地滑りの残余物から古い高地の物質のサンプルを得られるかもしれないと予測されたことや、その地域で比較的新しい時代に噴火活動が起こった可能性があったからだった。リットロウは15号の着陸地点と同様に月の海の周辺に位置していたが、その利点は欠点を上回ると考えられたため、17号の目的地と決定した。
17号では、アポロ計画で唯一「横断重力計実験 (Traverse Gravimeter Experiment, TGE)」が行われた。この装置は飛行士が船外活動をしながら着陸地点周辺の様々な場所の相対重力を測定するよう、マサチューセッツ工科大学のドレイパー研究所によって作られたものだった。科学者らはこの装置で得られたデータを、着陸地点と周辺地域の地質学的構造に関する情報を集めるために使うことになっていた。
それ以前の飛行と同様、飛行士らは月面でのサンプル収集・宇宙服の使用方法・月面車の操作・地質学の学習・サバイバル訓練・地球への帰還時の海上からヘリコプターへの回収・機器の操作など、広範な訓練を行った。

## 機器と実験

### 横断重力計実験
前述のとおり、横断重力計実験 (TGE) はアポロ計画の中では17号でのみ行われたものだった。重力法は地球での地質学調査で有用であることが証明されており、この実験の目的は、同じ技術を月の内部構造を探るために使うことが可能であるかを検証することだった。この計測器を使って、着陸船の近辺および探査ルートの様々な位置で測定値が得られた。TGEは月面車に搭載され、月面車が動いていない時か、または計測器が月面に置かれている時に飛行士がデータを測定した。
計測は3回の月面活動の中で合計26回行われ、満足な結果が得られた。一方でALSEP（月面実験装置群）の中にも重力計があり、月面に設置されたが、こちらのほうはついにうまく機能することはなかった。

### 科学機器搭載区画

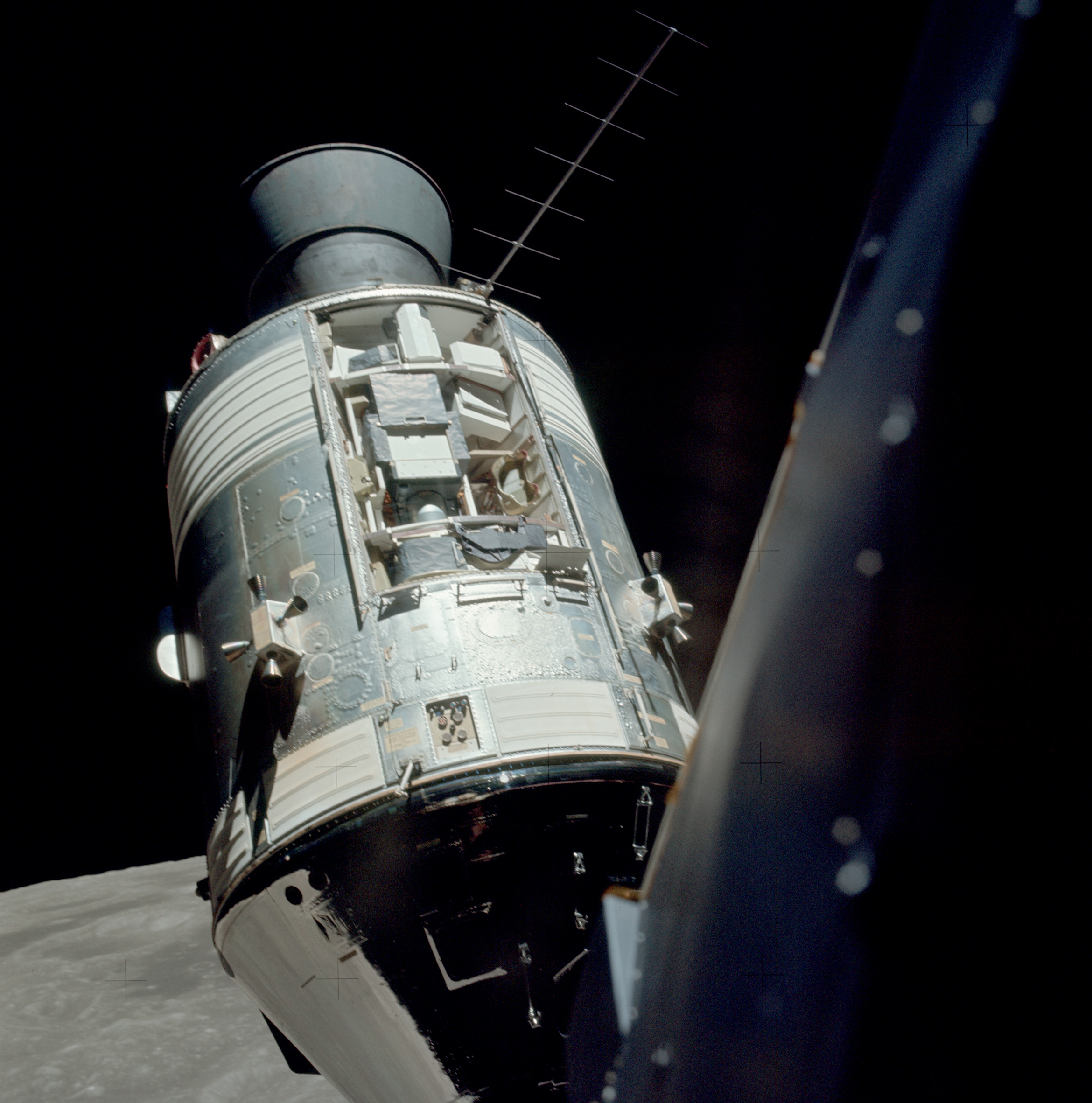
17号の科学機器搭載区画 (SIM)。月周回軌道上で着陸船から撮影。

機械船内部は中心から六つに等分割されており、その中の第1区画が科学機器搭載区画 (Scientific Instrument Module, SIM) に割り当てられていた。SIMは月面電磁サウンダー、赤外放射計、紫外線分光器という3つの主要な実験装置から成り立っており、また地図作成用カメラ、パノラマカメラ、レーザー高度計なども搭載されていた。
月面電磁サウンダーは月の表面に向けて電磁波のパルスを放射し、地下1.3キロメートル までの月の内部構造に関する地質学的データを得るものであった。
赤外放射計は、月の表面の温度分布図を作成し、岩場・地殻の構造差・火山活動の痕跡などの特徴を明らかにする目的で設計された。
遠紫外線分光器は、月の組成や密度および月の大気のデータを取得するために使用された。また、この分光器は、太陽から放射され月面で反射した遠紫外線も検出するように設計された。
レーザー高度計は宇宙船の高度を誤差2メートル以内で測定し、そのデータをパノラマカメラと地図作成用カメラに送信するように設計された。

### 閃光現象
アポロ計画の宇宙飛行士たちは、飛行中にまぶたを閉じていても閃光が目の前を走るのを目撃していた。「稲妻 (streaks)」「光点 (specks)」などと呼ばれたこの光は、宇宙船内の光量が落とされた睡眠時間中によく観測された。その頻度は1分間に2回ほどで、月に向かう軌道上、月を周回する軌道上、月から帰還する軌道上で発生したが、なぜか月面では観測されなかった。
この現象は宇宙線と関連するものと見られており、それを検証すべくNASAとヒューストン大学の共同で実験が行われた。16号でも実施されたこの実験では、飛行士の1人が測定器を身につけ、装置を貫通した高エネルギー素粒子の時間・強度・軌跡などが記録された。分析結果は、この閃光現象が荷電粒子が網膜を通過することにより発生するのではないかとする仮説を支持するものであった。

### 月面電気特性実験

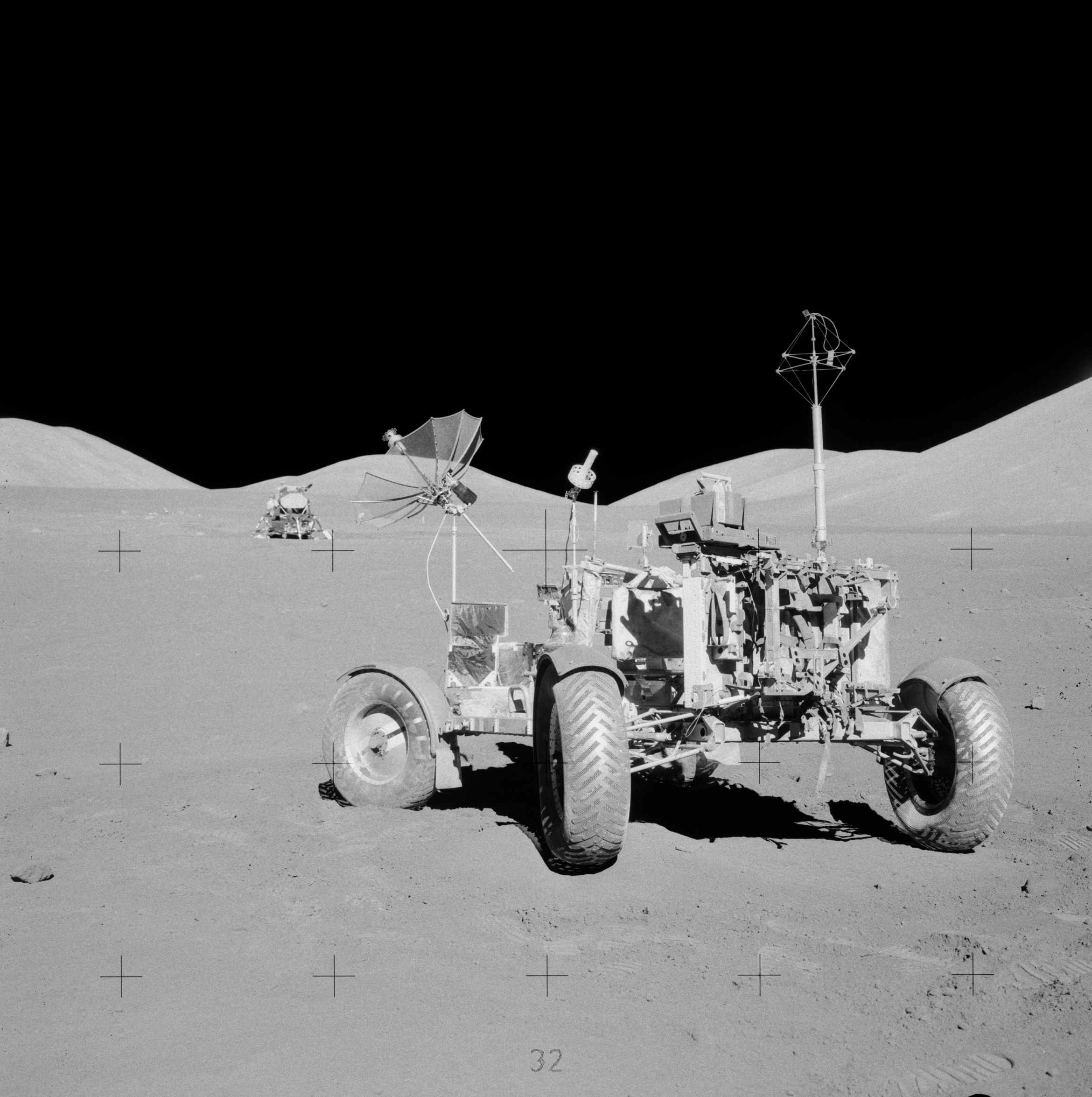
月面での廃棄地点に置かれた月面車。車両右後部の高利得アンテナの上にあるのが月面電気特性 (SEP) の受信機。

17号で唯一行われた実験の中に、月面電気特性 (Surface Electrical Properties, SEP) 実験があった。この実験機器は2つの装置で構成されており、1つは着陸船の近くに設置される送信アンテナ、もう1つは月面車に搭載されている受信アンテナである。送信アンテナからは、電気信号が発信される。信号は地中を伝わり、着陸船から離れた場所を移動している月面車がそれを受信する。発信された信号と受信された信号を比較することにより、月の土壌の電気的特性を解明することが可能になる。実験の結果は月の石の組成とも矛盾せず、月の地層の表面2キロメートル （1.2マイル） は極めて乾燥していることを示すものだった。

### 月面車
17号では、15、16号に続いて月面車 (Lunar Roving Vehicle, LRV) が使用された。月面車はステーション (観測地点) の間を単に移動するだけでなく、月面探査のための道具や通信機器、採集したサンプルなどを運んだ。また17号のLRVには横断重力計や月面電気特性の受信機などが搭載されていた。17号の月面車の総走行距離は約35.9キロメートル (22.3マイル) 、総走行時間は約4時間26分だった。サーナンとハリソンは、着陸船から最大で7.6キロメートル (4.7マイル) 離れた。

### 宇宙線の影響を調査する動物実験
17号では、宇宙線が生体に与える影響を調査するための動物実験 (biological cosmic ray experiment, BIOCORE) が行われた。この実験では頭皮の下に放射線測定器が埋め込まれた5匹のポケット・マウス (学名Perognathus longimembris) が宇宙に連れて行かれた。
このネズミが選ばれたのは、観察が容易で、身体が小さくて体重も軽く、隔離された状況 （飛行中に水を与える必要がなく、汚物が充満したような状況にも耐えることができた） に保つことができ、環境的なストレスに耐える能力があったからである。飛行終了までに4匹が生き残ったが、1匹については死因は不明である。
4匹は後の研究で頭皮と肝臓に病変があるのが発見されたが、双方に関連性は見られず、宇宙線の影響によるものではないと考えられた。また網膜と内臓には何の異常も見られなかった。脳については17号の科学的中間報告書が発表されたときはまだ解剖されていなかったが、その後の研究では特に影響は見られなかった。

## 主要な任務

### 発射から月周回軌道まで

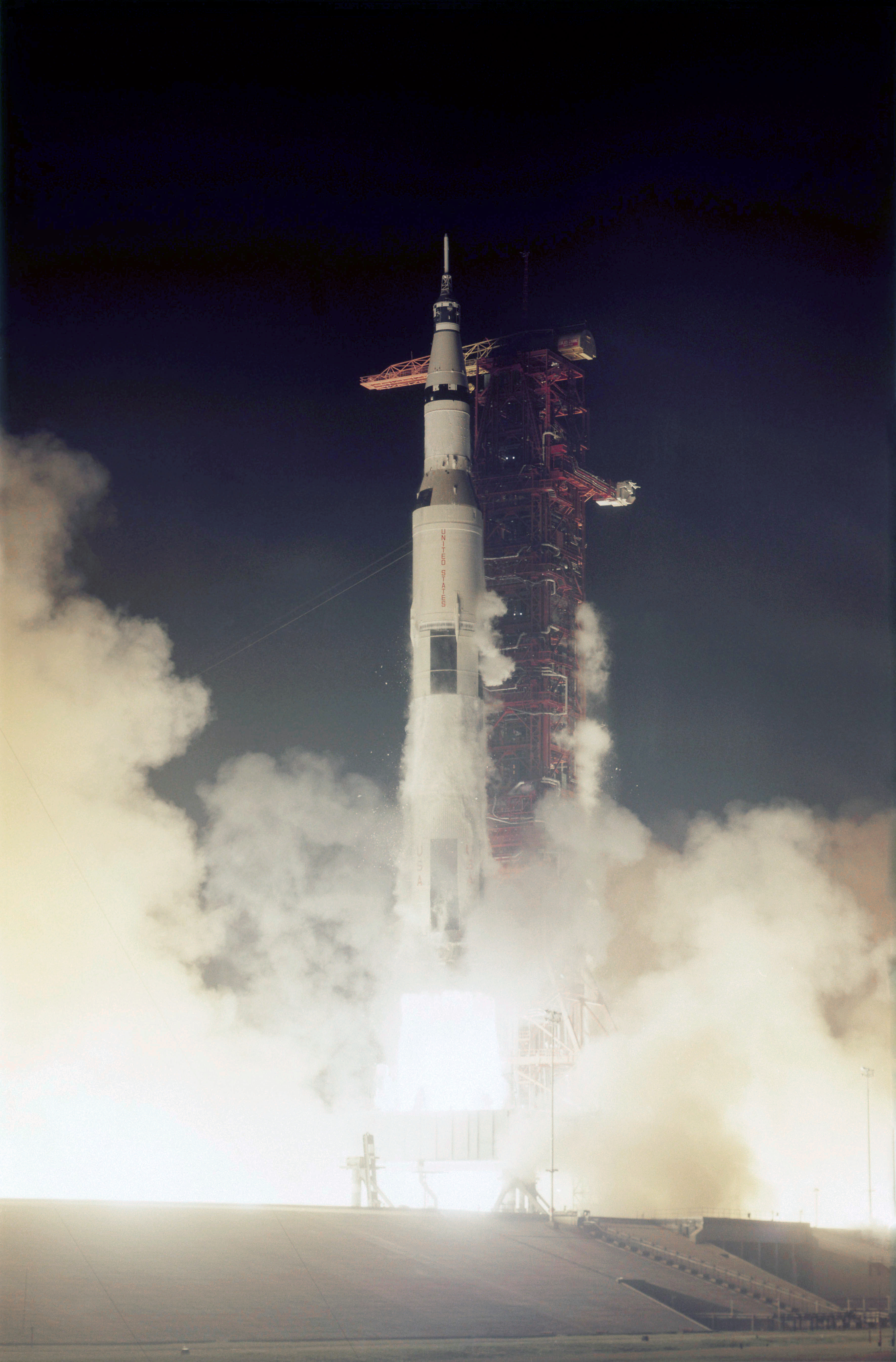
17号の発射。1972年12月7日。

17号は1972年12月7日午前0時33分 （米東部標準時）、ケネディ宇宙センター39A発射台から打ち上げられた。サターン5型ロケットで有人飛行を行うのはこれが最後のことであり、またアポロ計画では唯一、夜間に打ち上げが実行された。発射30秒前に自動停止装置が作動したことにより予定が2時間40分遅れたが、原因は小さなエラーであることがすぐに突き止められた。技術者が対処し、秒読みは打ち上げ22分前の状態から再開したが、ハードウェアの故障で打ち上げが遅れたのはアポロ計画ではこれが唯一の事例であった。発射は成功し、宇宙船は正常に地球周回軌道に乗った。
深夜であるのにもかかわらず、センター周辺にはおよそ50万人の見物人が訪れたものと見られた。ロケットの炎は800キロメートル彼方からも確認され、マイアミでは北の夜空を赤い光跡が横切るのが目撃された。
午前3時46分（東部標準時）、第3段S-IVBのエンジンが再点火され、宇宙船は速度を増し月への軌道へと投入された。
12月10日、機械船の主エンジン (Service Propulsion System, SPS) を点火し、宇宙船は月周回軌道に進入した。安定した軌道に乗ると、飛行士らはタウルス・リットロウ渓谷への着陸の準備を開始した。

### 月面着陸
着陸船「チャレンジャー」を司令・機械船から切り離した後、サーナンとシュミットは軌道を修正し、タウルス・リットロウへの降下の準備を始めた。一方その間、司令船操縦士のエヴァンスは軌道上に残り、月面の観察や実験を行い、数日後の仲間の帰還を待った。
準備完了後、ただちに降下が開始された。数分後、着陸船は姿勢を月面に対して垂直にし、飛行士らは目標地点を目視することが可能になった。サーナンが理想的な着陸地点を探す一方で、シュミットはコンピューターからのデータを読み上げた。12月11日午後2時55分 (東部標準時)、チャレンジャーは月面に着陸した。2人の飛行士はただちに船内を月面滞在モードに設定し、第1回船外活動の準備を開始した。

### 月面

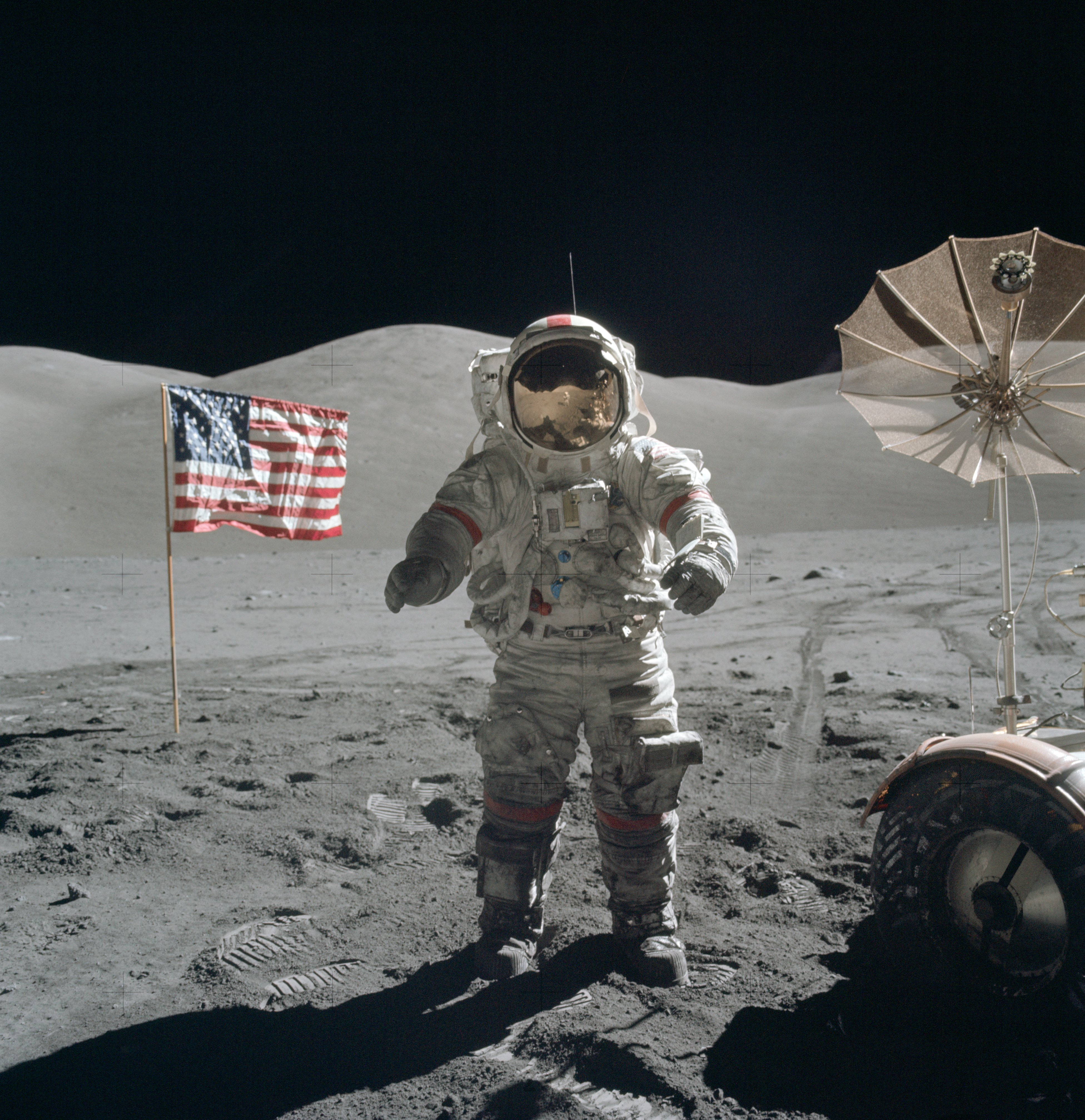
月面に立つサーナン。1972年12月13日。

第1回船外活動は、着陸からおよそ4時間後の12月11日午後6時55分に始まった。飛行士らの最初の任務は、月面車やその他の機器を着陸船の格納庫から下ろすことだった。月面車を組み立てているとき、サーナンは誤ってハンマーをひっかけて右後部のフェンダーを破損させてしまった。同じことは16号でもヤング船長がやっており、さして深刻な問題とは言えなかったものの、このおかげでサーナンとシュミットは走行中に月面からはね上げられる砂埃にまみれることになってしまった。ダクトテープで折れたフェンダーを貼りつけようとしたがうまくいかず、計画終了までテープは砂埃に耐えることはできなかった。その後飛行士らは、ALSEP (アポロ月面実験装置群) を着陸地点のすぐ西に設置した。作業終了後、両名は最初の地質学的探査に出発し、14キログラムの資料を採取した。また7箇所で重力計の測定をし、2箇所に爆薬をセットした。これは後に地上からの遠隔操作で爆破され、その振動を17号以前の飛行で月面に設置された換振器 (geophone) や地震計が感知した。船外活動は7時間12分で終了した。

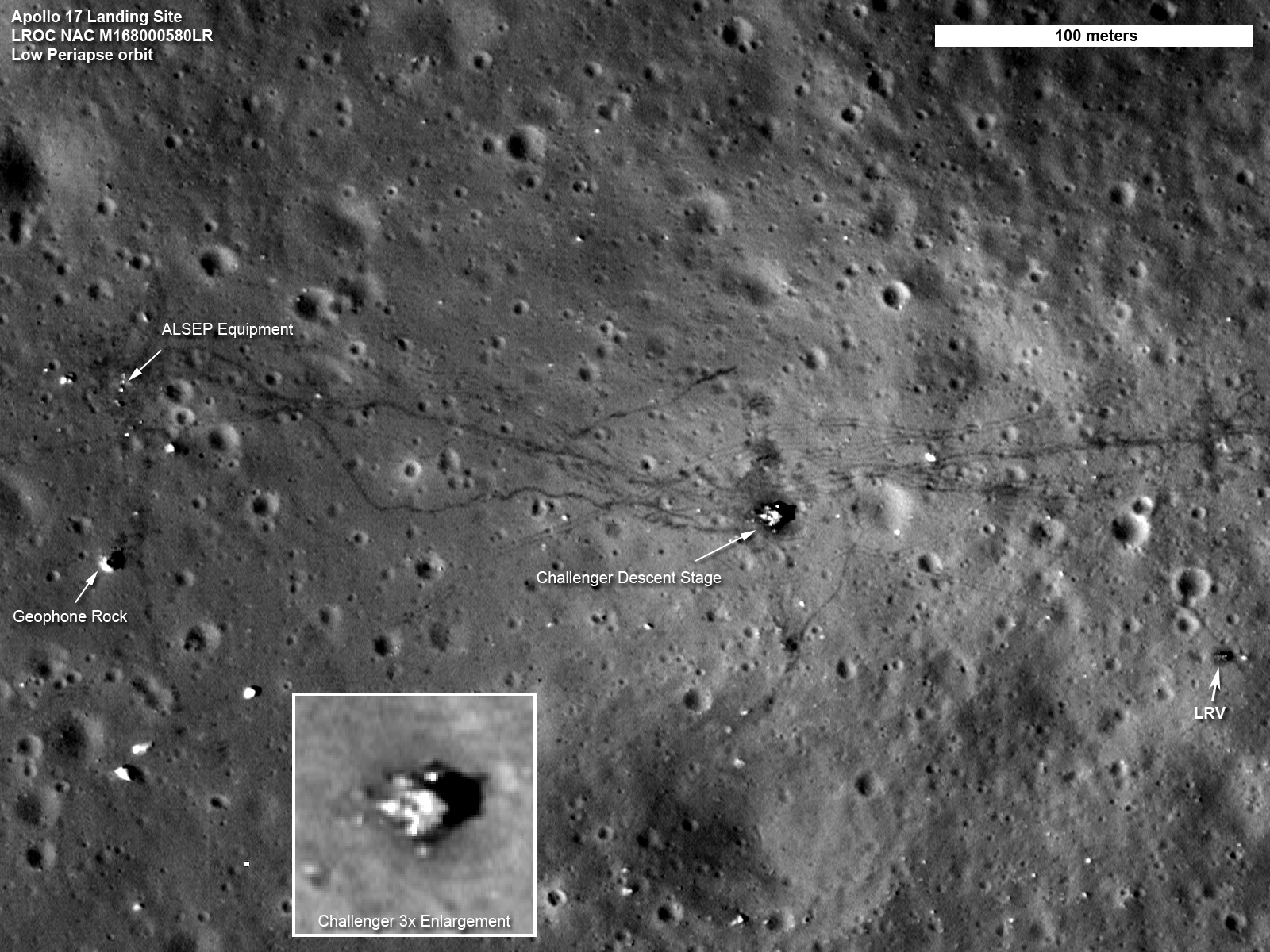
17号の着陸地点。2011年、ルナー・リコネッサンス・オービターが撮影。

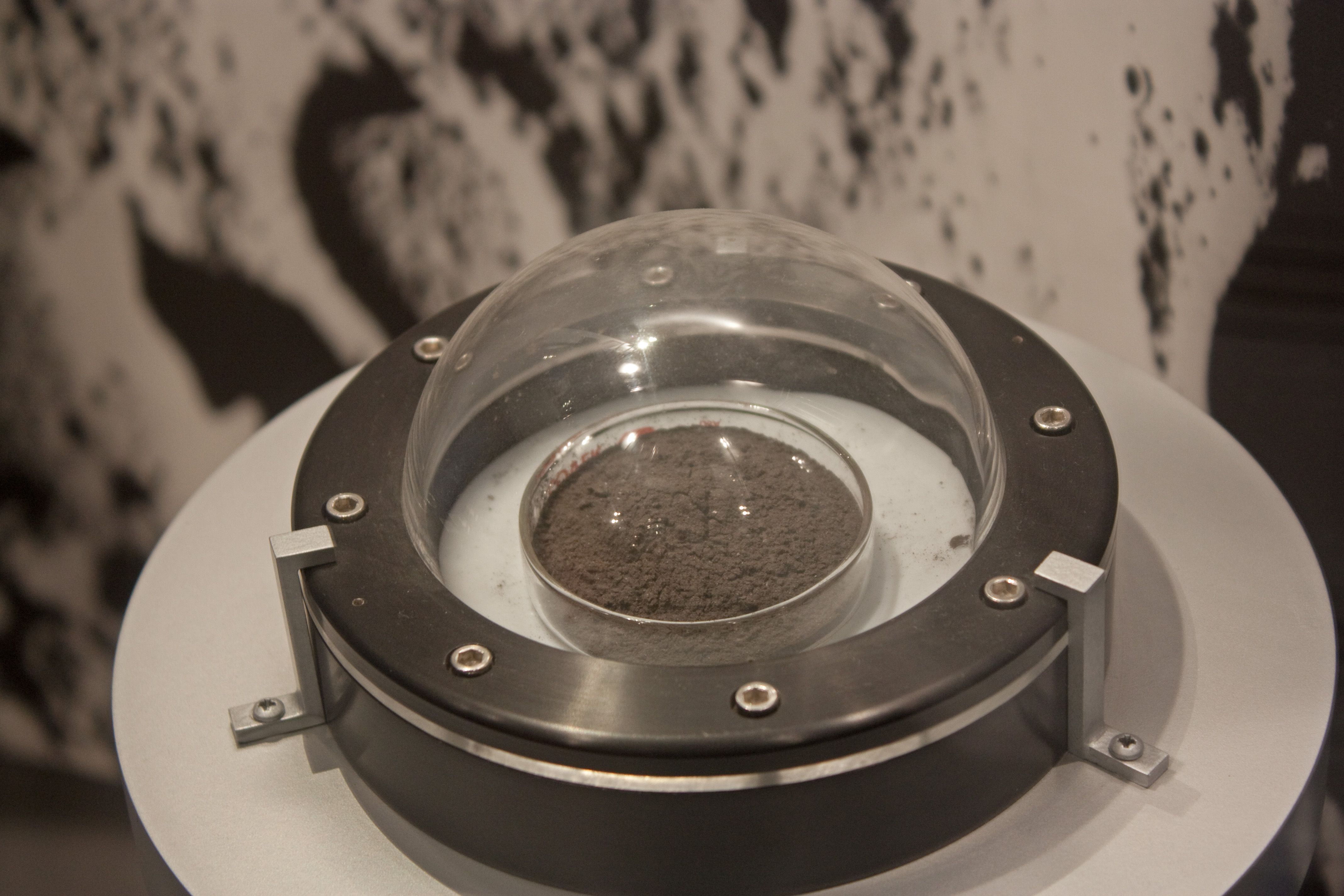
17号が採集した月の砂 (レゴリス)。

12月12日午後6時28分 (東部標準時)、サーナンとシュミットは第2回船外活動を開始した。この日の最初の任務は、前日破損させてしまった月面車の右後輪のフェンダーを修理することだった。クロノパック (cronopaque) という4枚の地図をダクトテープで貼り合わせ、走行中に砂が降りかからないよう後輪フェンダーに固定した。今回は峡谷で、オレンジ色の土壌を含むいくつかの異なる種類の資料が発見された。7時間37分の活動の間に34キログラムのサンプルを採集し、ALSEPで3つの機器を設置し、7箇所で重力計の測定をした。
アポロ計画において最後のものとなる第3回船外活動は、12月13日午後5時26分 (東部標準時) に開始された。今回は66キログラムのサンプルが採取され、9箇所で重力計測定が行われた。活動終了前に飛行士は角礫岩を採集し、それをテキサス州ヒューストンの管制センターに当時参加していた複数の国々に捧げた。また着陸船の脚にはめ込まれていた、アポロ計画の業績を称える銘板の覆いが外された。最後に着陸船に帰還する前、船長ジーン・サーナンは自らの思いを次のように表した：

...私は今、月面にいます。そして人類として最後の足跡を残して故郷に帰りますが、必ずまた戻ってきます。それは決して遠くない将来であると信じます。私は、歴史が記録に残すであろうと信じている、とだけ言いたいと思います。それはアメリカの今日の挑戦が、人類の明日の運命を切り開いたことをです。我々はここに来たときと同じように、ここ月面のタウルス・リットロウを去りますが、神の御心のままに、すべての人類のための平和と希望とともに私たちは必ず戻ってきます。17号の搭乗員たちを神が見守ってくださいますように。

約7時間15分の船外活動を終え、サーナンは着陸船に帰還し、シュミットも後に続いた。

### 地球への帰還

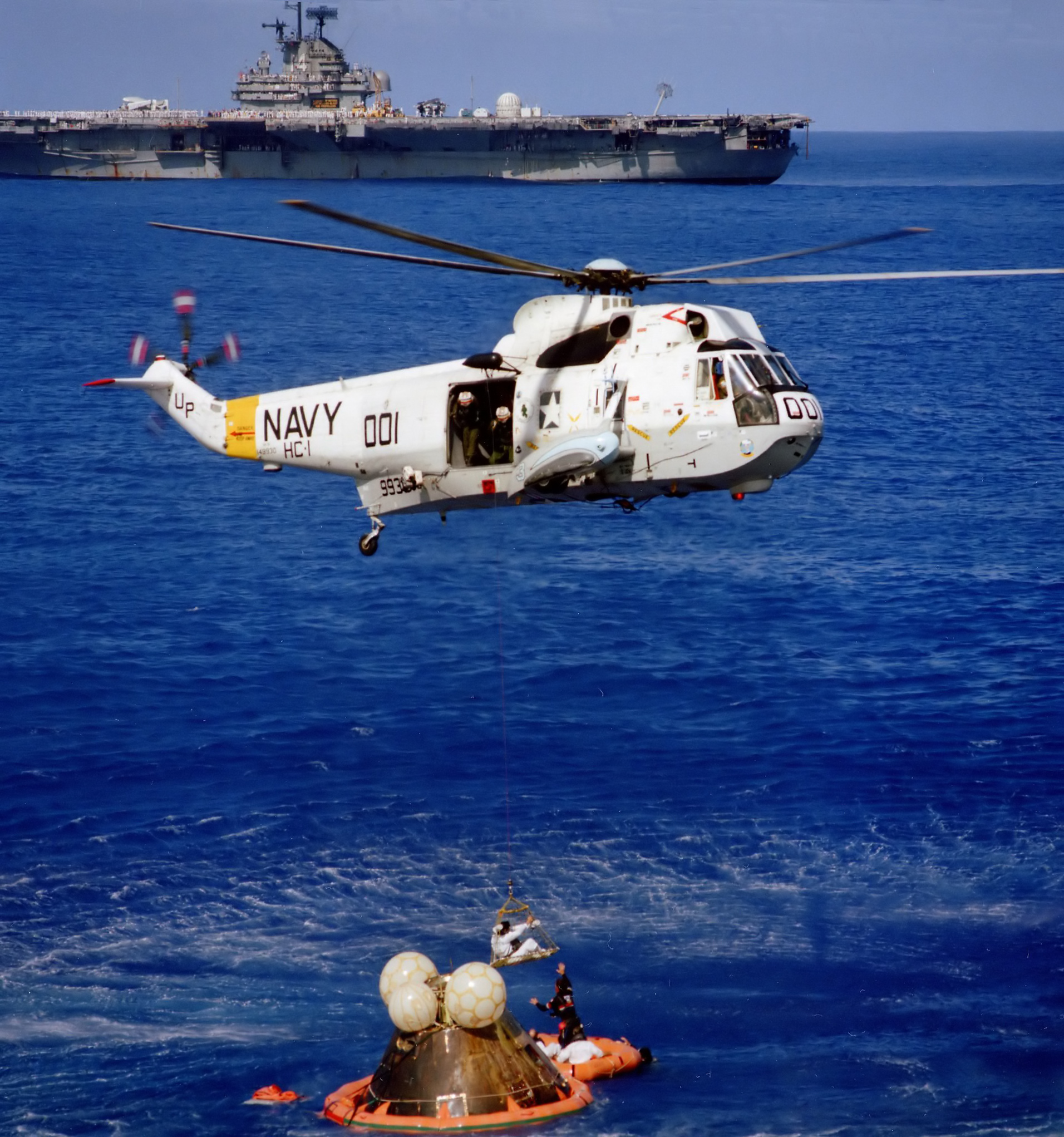
17号の着水後の回収作業。

12月14日午後5時55分 (東部標準時)、サーナンとシュミットが乗る上昇段は月面から離陸し、軌道上で待機するエヴァンスが乗る司令・機械船とのランデブーとドッキングに成功した。上昇段は地球に持ち帰る機器やサンプルを移し替えたのち密封され、12月15日午前1時31分に切り離された。その後地上からの遠隔操作で月面に衝突させられ、その衝撃を17号やそれ以前の飛行で月面に設置された地震計が計測した。
12月17日午後3時27分 (東部標準時)、地球への帰還途中でエヴァンスは1時間7分の船外活動を行い、機械船の科学機器搭載区画から露光フィルムを回収することに成功した。
12月19日、役目を終えた機械船が切り離された。17号はもはや司令船のみとなり、大気圏再突入に備えた。午後2時25分、17号は太平洋に着水した。回収船タイコンデロガからは6.4キロメートル の地点であった。サーナン、エヴァンス、シュミットらはヘリコプターにホイスト (釣り上げ) され、着水から52分後に艦上の人となった。

## 宇宙船の現在の状態

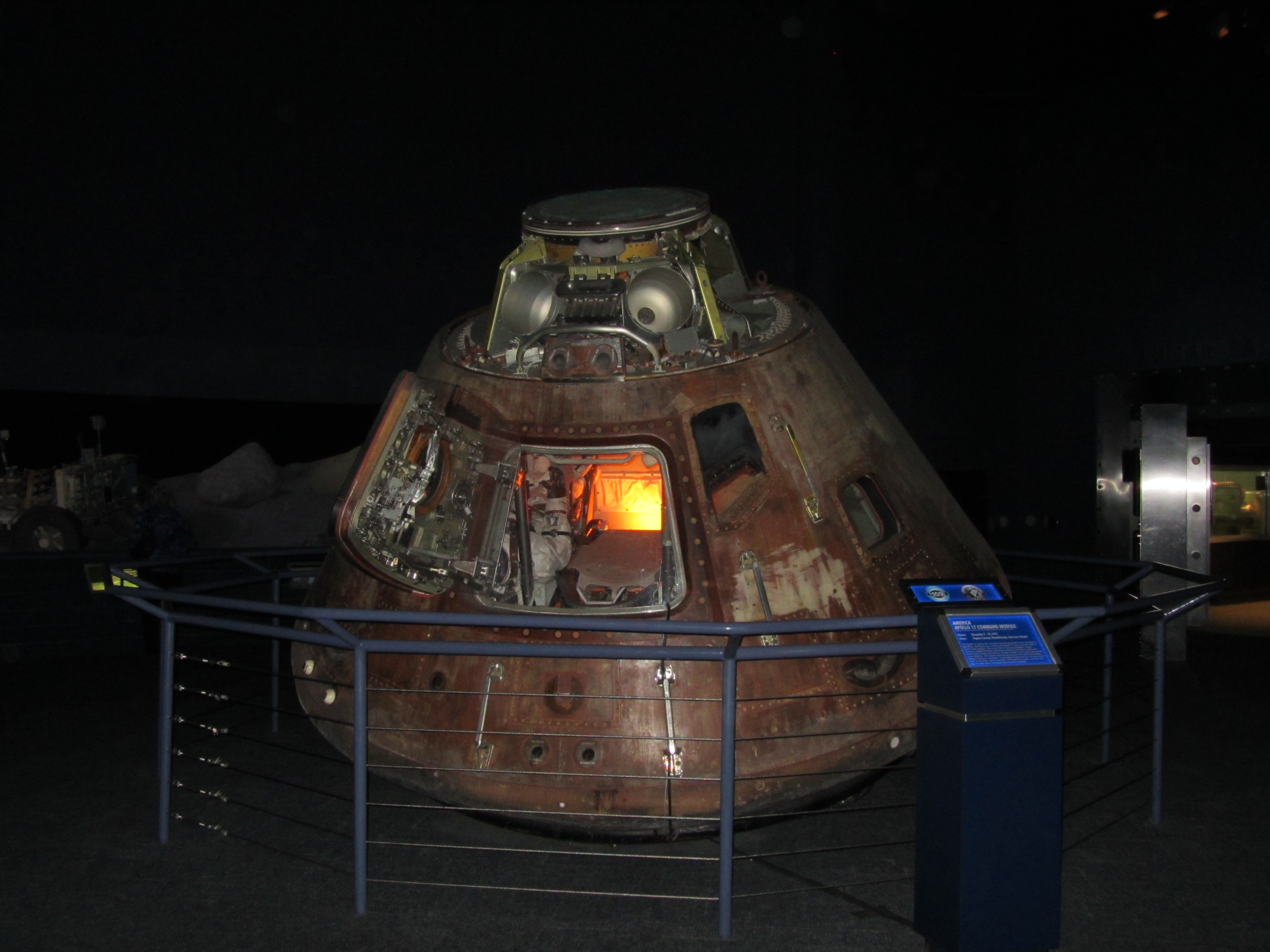
ジョンソン宇宙センターに展示されているアポロ17号司令船

司令船「アメリカ」は、現在はテキサス州ヒューストンにあるジョンソン宇宙センターの、ヒューストン宇宙センターに展示されている。
着陸船「チャレンジャー」の上昇段は、1972年12月15日午前6時50分20秒8 (UTC、東部標準時午前1時50分) に月面上北緯19度58分 東経30度30分 / 北緯19.96度 東経30.50度に衝突した。下降段は着陸地点北緯20度11分27秒 東経30度46分18秒 / 北緯20.19080度 東経30.77168度に現存している。
2009年と2011年に、ルナー・リコネサンス・オービターは17号の着陸地点をより低軌道から撮影した。

## 物語における描写
17号の飛行計画の一部は、1998年HBO制作のテレビシリーズ「フロム・ジ・アース/人類、月に立つ」の中で、第12話「月世界旅行 (Le Voyage Dans La Lune)」というタイトルでドラマ化されている。
ホーマー・ヒッカム (Homer Hickam) の1999年の小説「月への帰還 (Back to the Moon)」の導入部は、17号の第2回月面活動から始まっている。この小説では、飛行士が発見したオレンジ色の土壌が物語の大きなヒントとなっている。
ダグラス・プレストン (Douglas Preston) の2005年の小説「ティラノサウルスの峡谷 (Tyrannosaur Canyon)」は、17号の月面活動の描写および公式記録に残されているそのときの飛行士の会話から始まっている。
また17号の飛行士をイメージして、フィクションとして「最後に月面を歩いた男」を描いた映画や小説、テレビドラマは数多くある。その中の一つが、テレビドラマ「600万ドルの男 (The Six Million Dollar Man)」の主人公スティーブ・オースティン (Steve Austin) である。このドラマの原作となった1972年の小説「サイボーグ (Cyborg)」では、オースティンは「17号の飛行で遠ざかる」地球を目撃したことを記憶しているという設定になっていた。1998年の映画「ディープ・インパクト」では、ロバート・デュヴァル (Robert Duvall) が演じる宇宙飛行士スパージョン・“フィッシュ”・タナー (Spurgeon "Fish" Tanner) は、モーガン・フリーマン (Morgan Freeman) が演じる大統領の共同記者会見の場面で「月面を歩いた最後の男」と描写されていた。
アニメ「アルドノア・ゼロ」では、17号が月面で、地球と火星を繋ぐ滅亡した古代文明の遺産「ハイパーゲート」を発見したことになっている。この発見は、物語の歴史改変SFにおける分岐点となっている。

## 映像

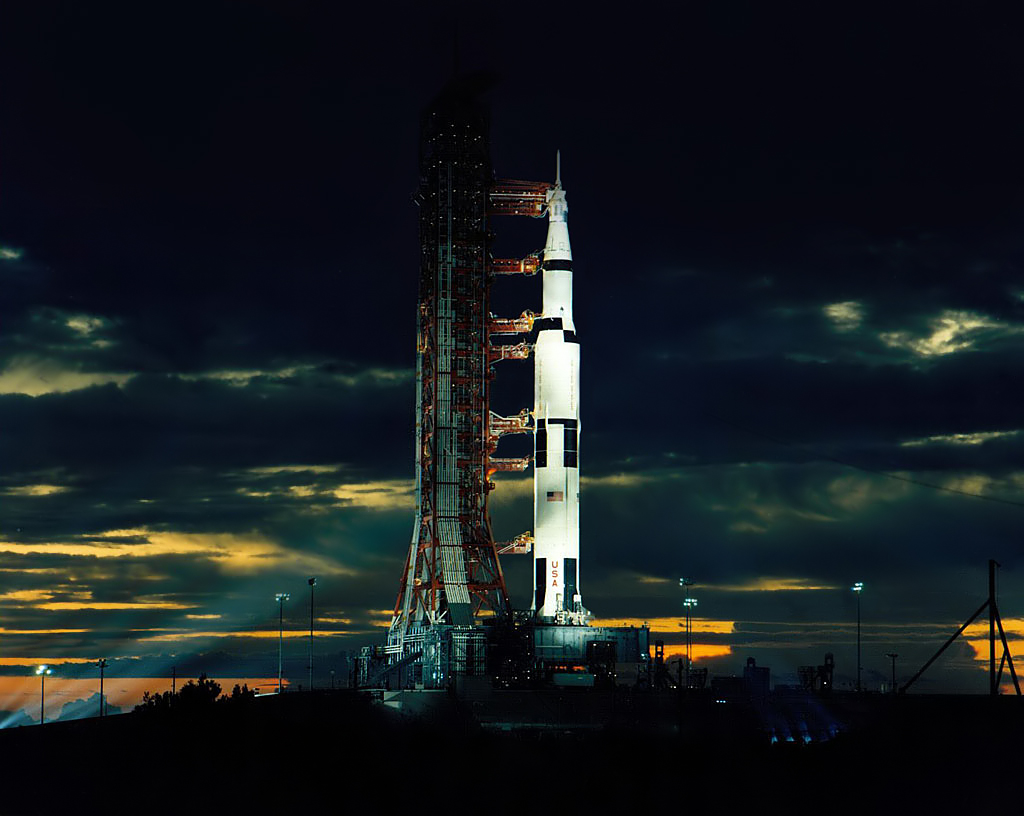
発射を待つ17号のサターン5型ロケット。
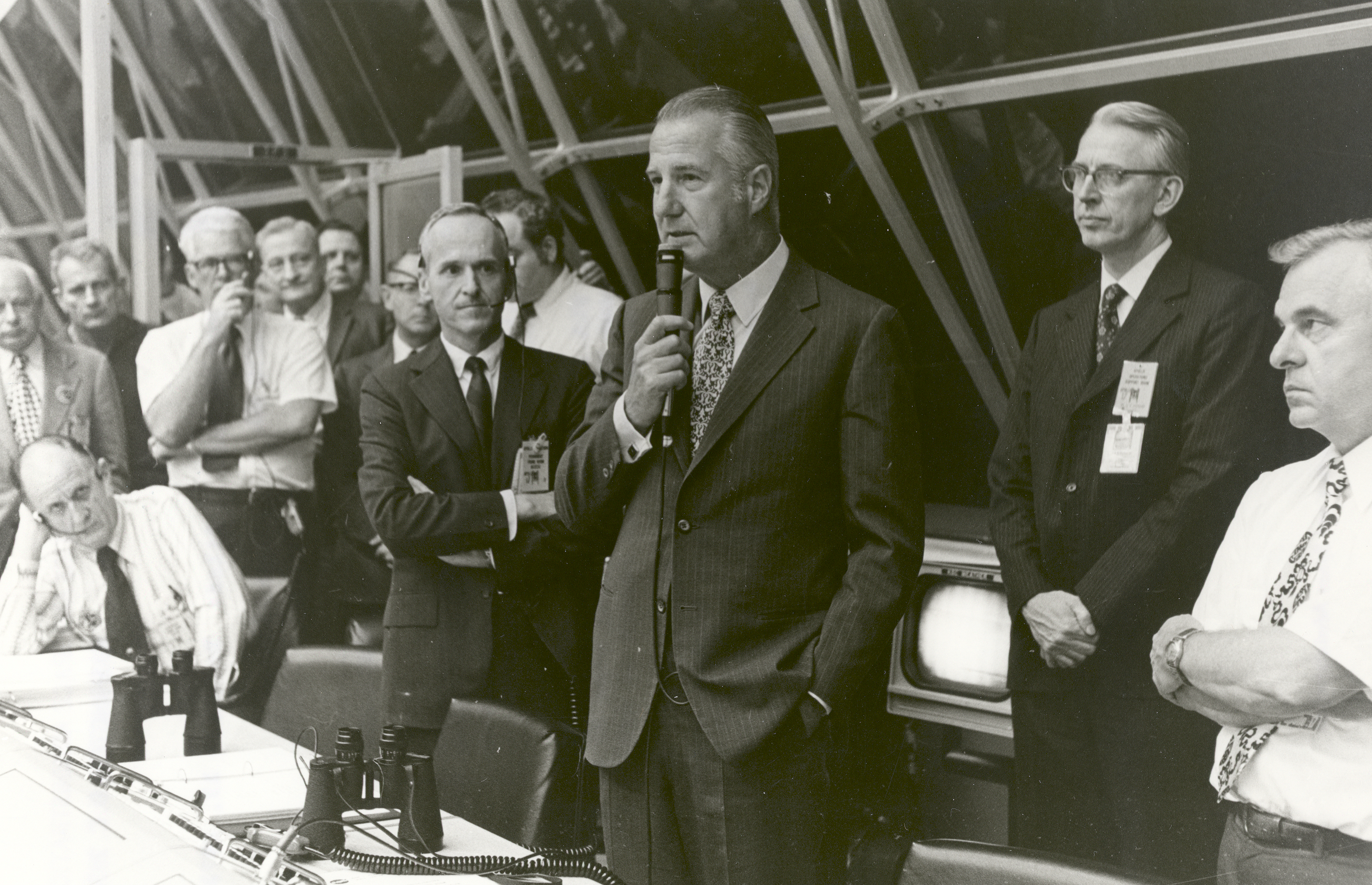
発射後、管制センターで関係者をねぎらうスピロ・アグニュー (Spiro Agnew) 副大統領。
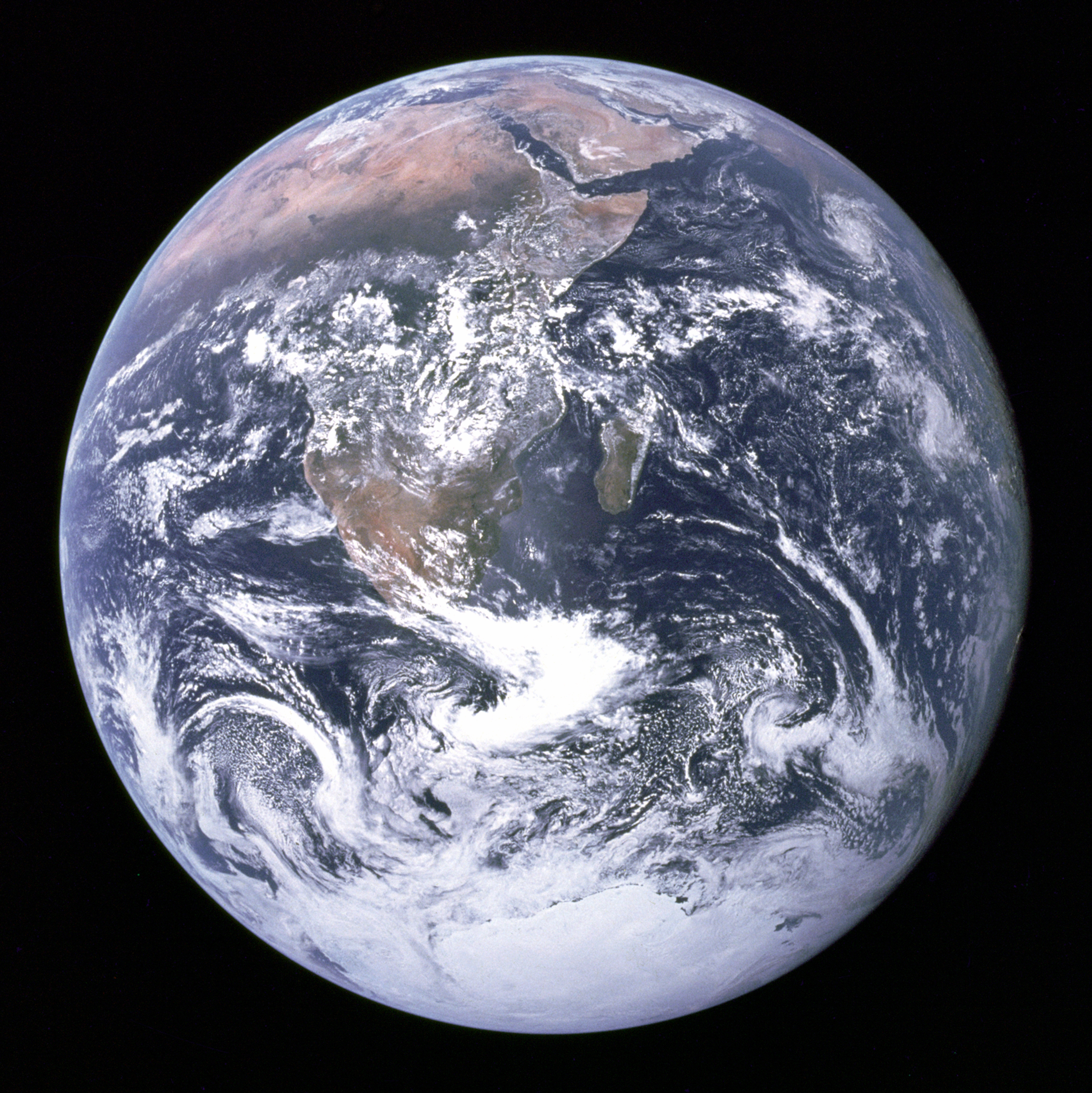
月に向かう途中で撮影された、ザ・ブルー・マーブルの名で知られる地球の写真。
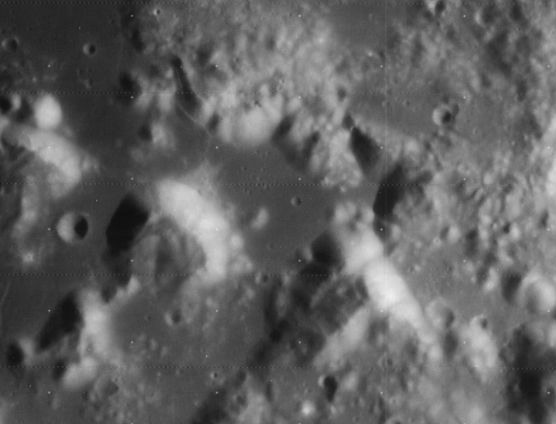
ルナ・オービター4号が撮影したタウルス・リットロウ。写真中央付近が着陸地点。
- 月面活動中に転倒するシュミット飛行士。
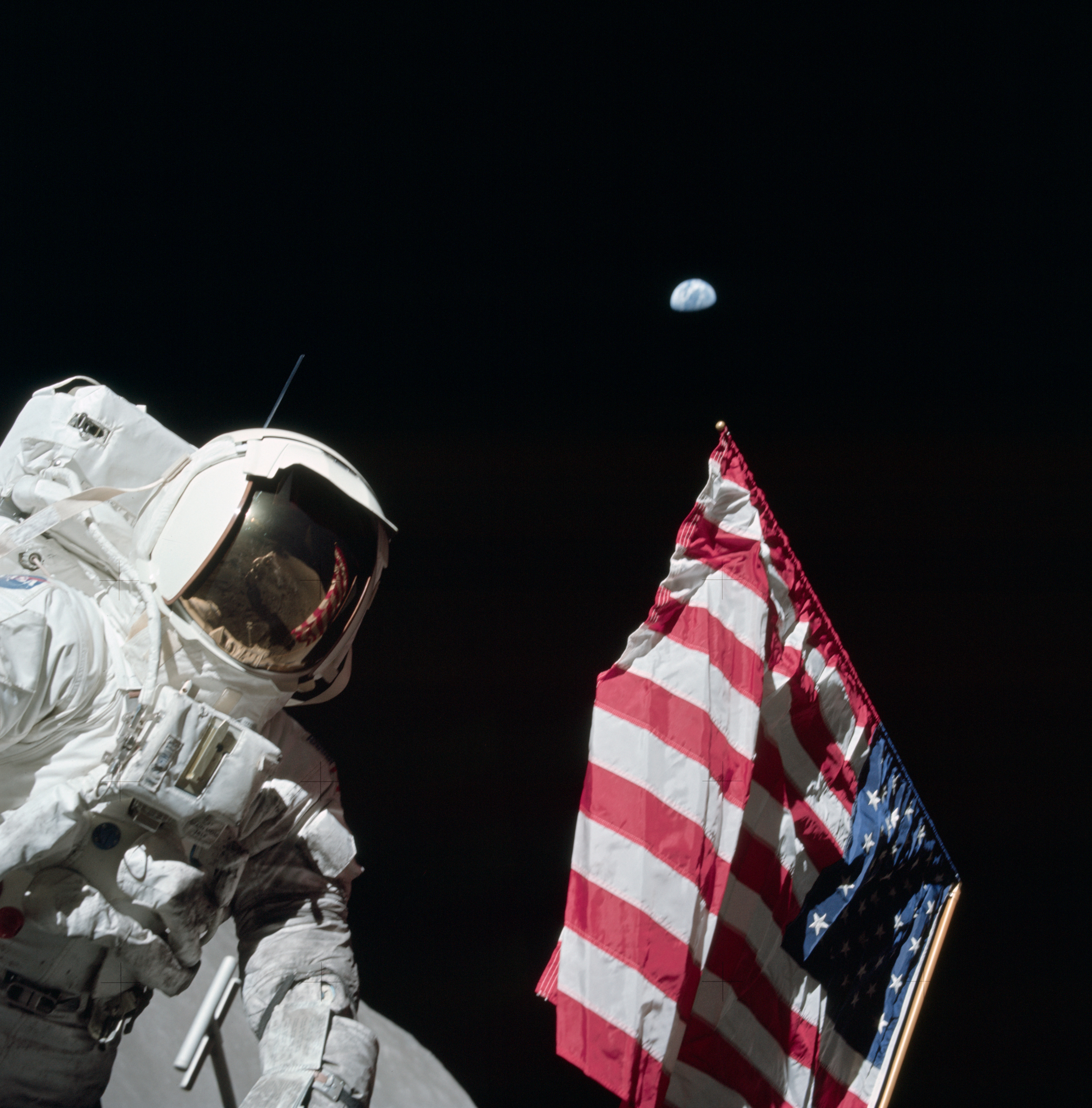
第1回船外活動で、地球を背景に星条旗の前でポースをとるシュミット。ヘルメットのバイザーにはサーナンが映っている。
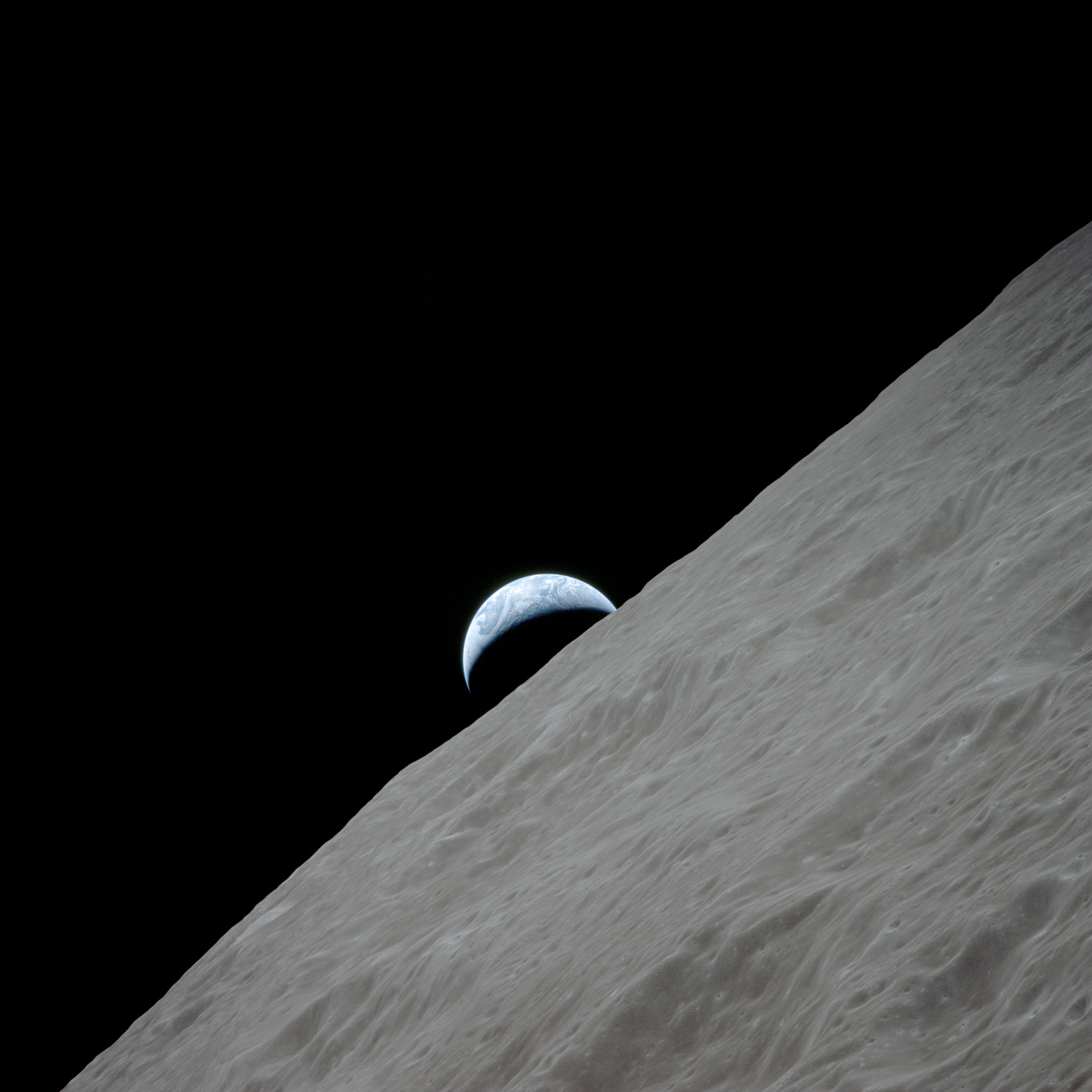
月の地平線から昇る、「三日月」の地球。下に見えるのはリッツクレーター（英語版）。
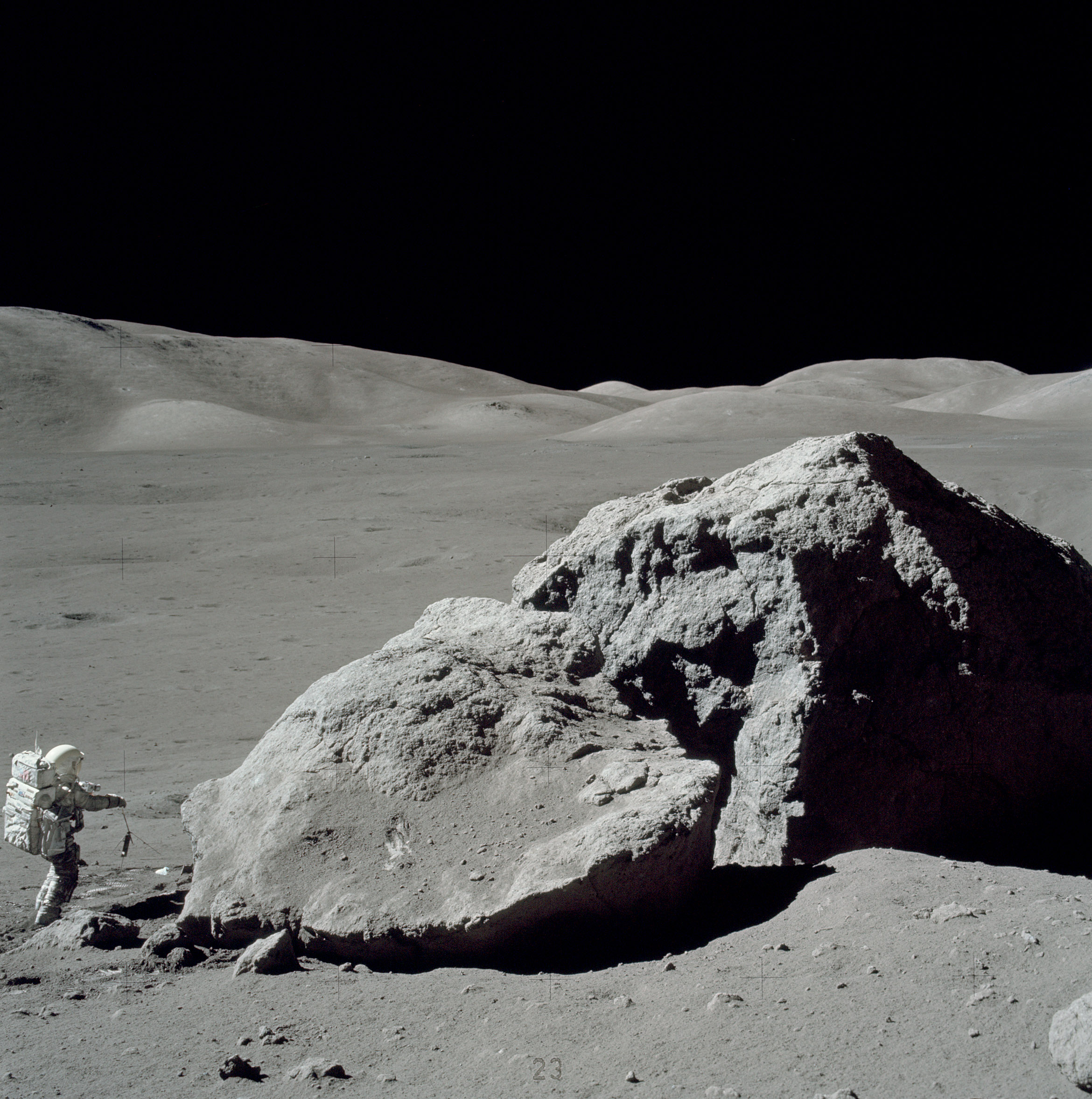
第3回船外活動で、巨大な岩石の横に立つシュミット。視線の先、岩の右のへりには着陸船が見える。
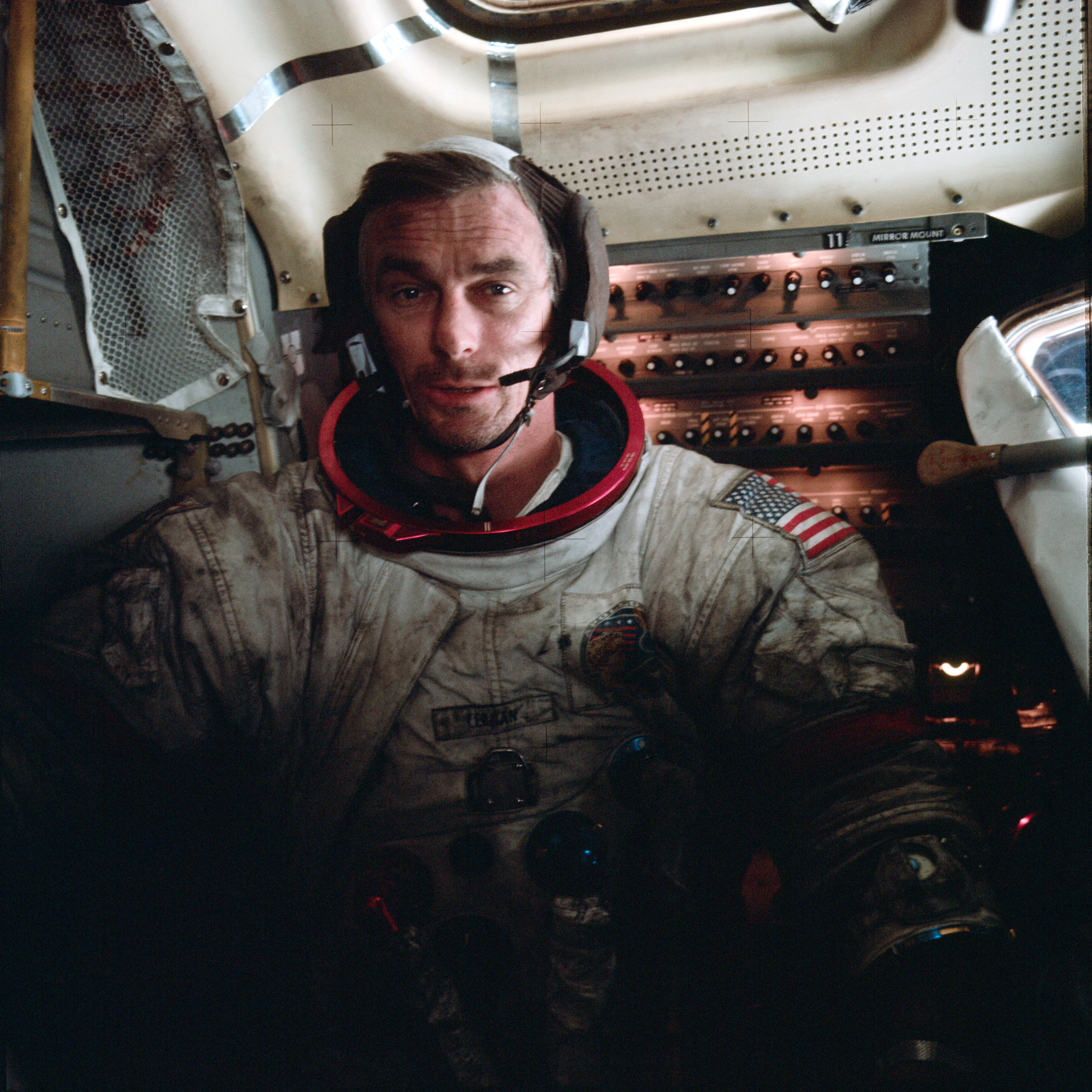
第3回船外活動後、着陸船内のサーナン。
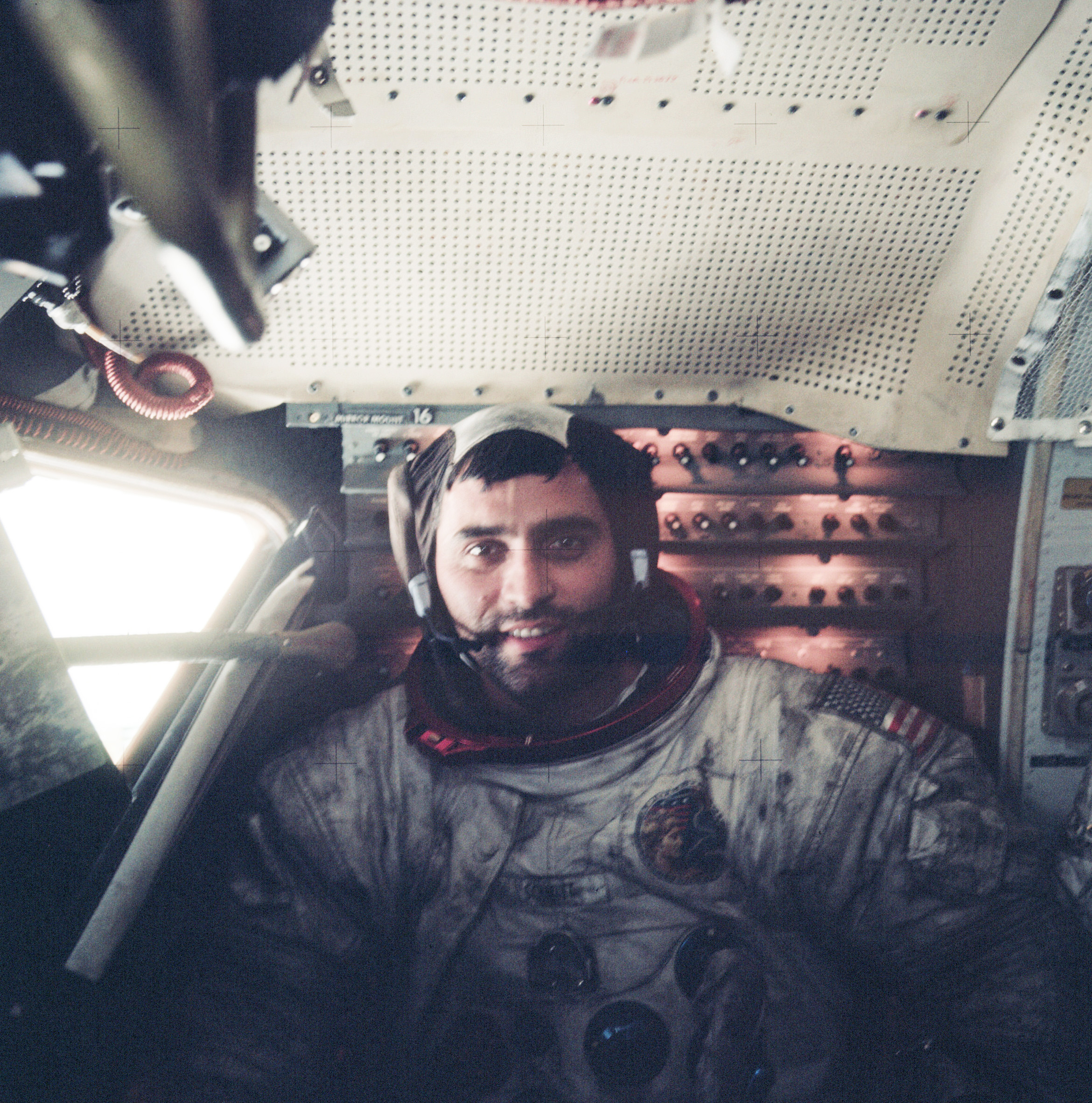
第3回船外活動後、着陸船内のシュミット。
- 月面から離昇する上昇段。月面車のテレビカメラを地球から遠隔操作して撮影。
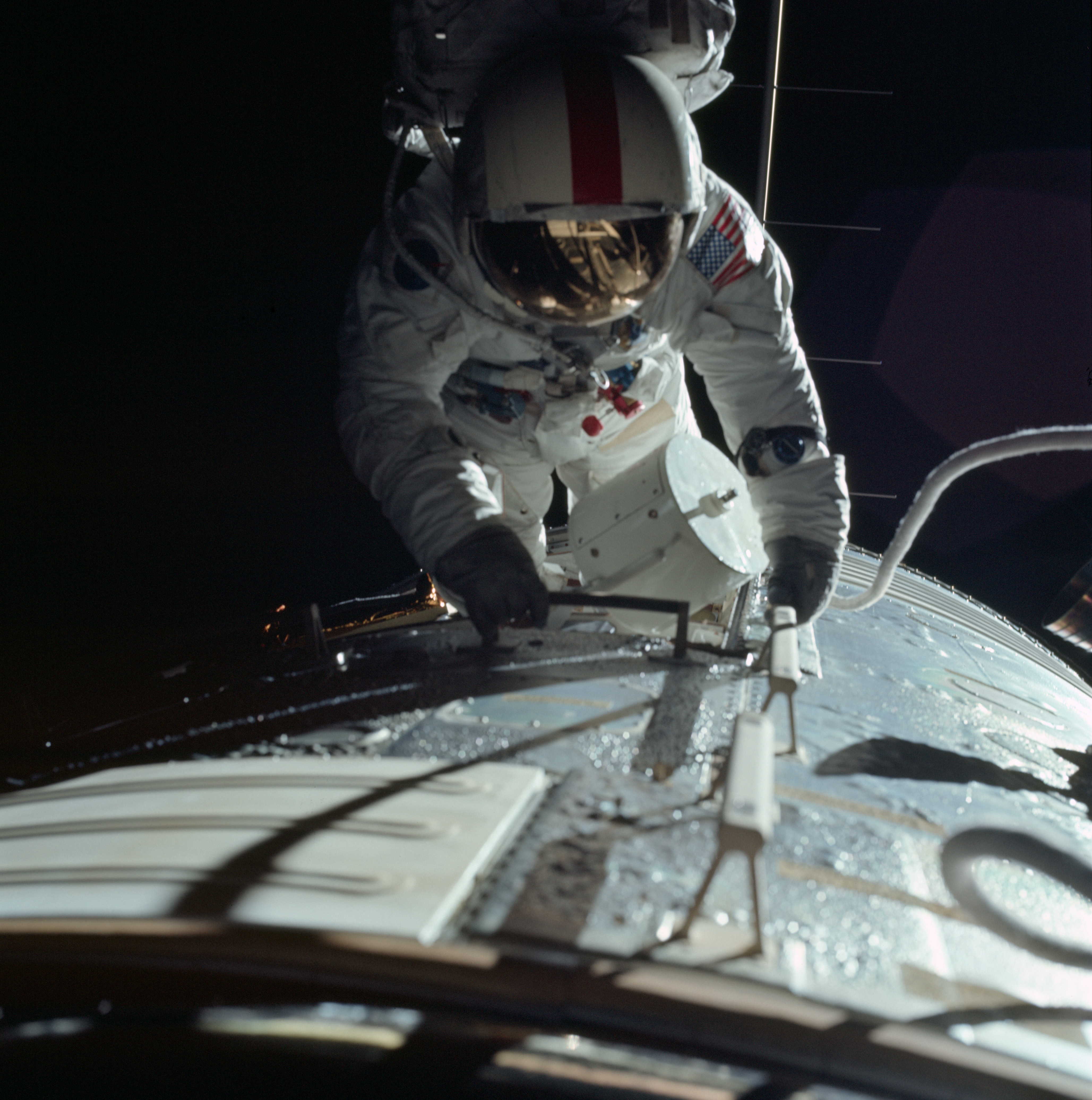
地球への帰還途上で船外活動をするエヴァンス。
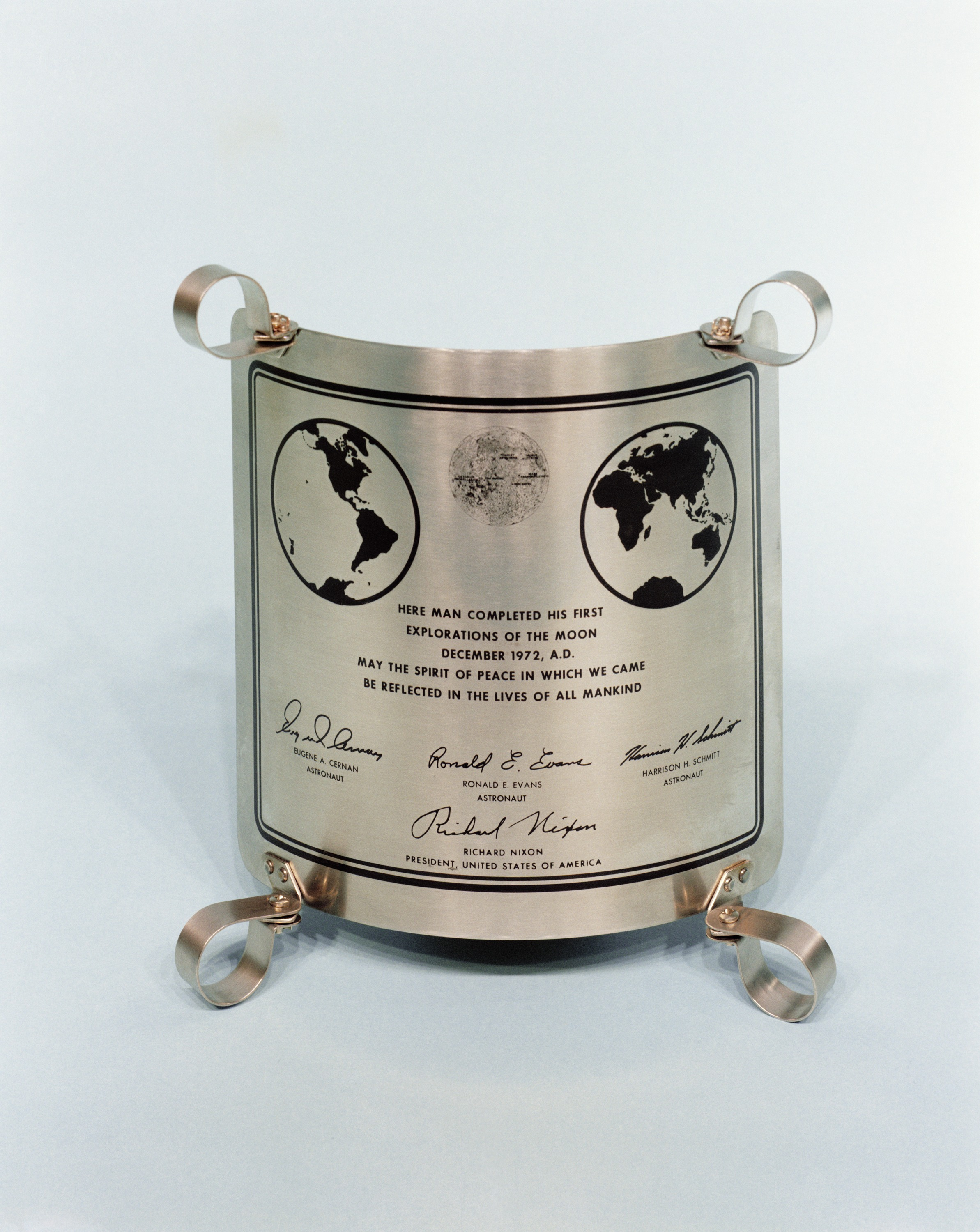
月面に残された17号の銘板。
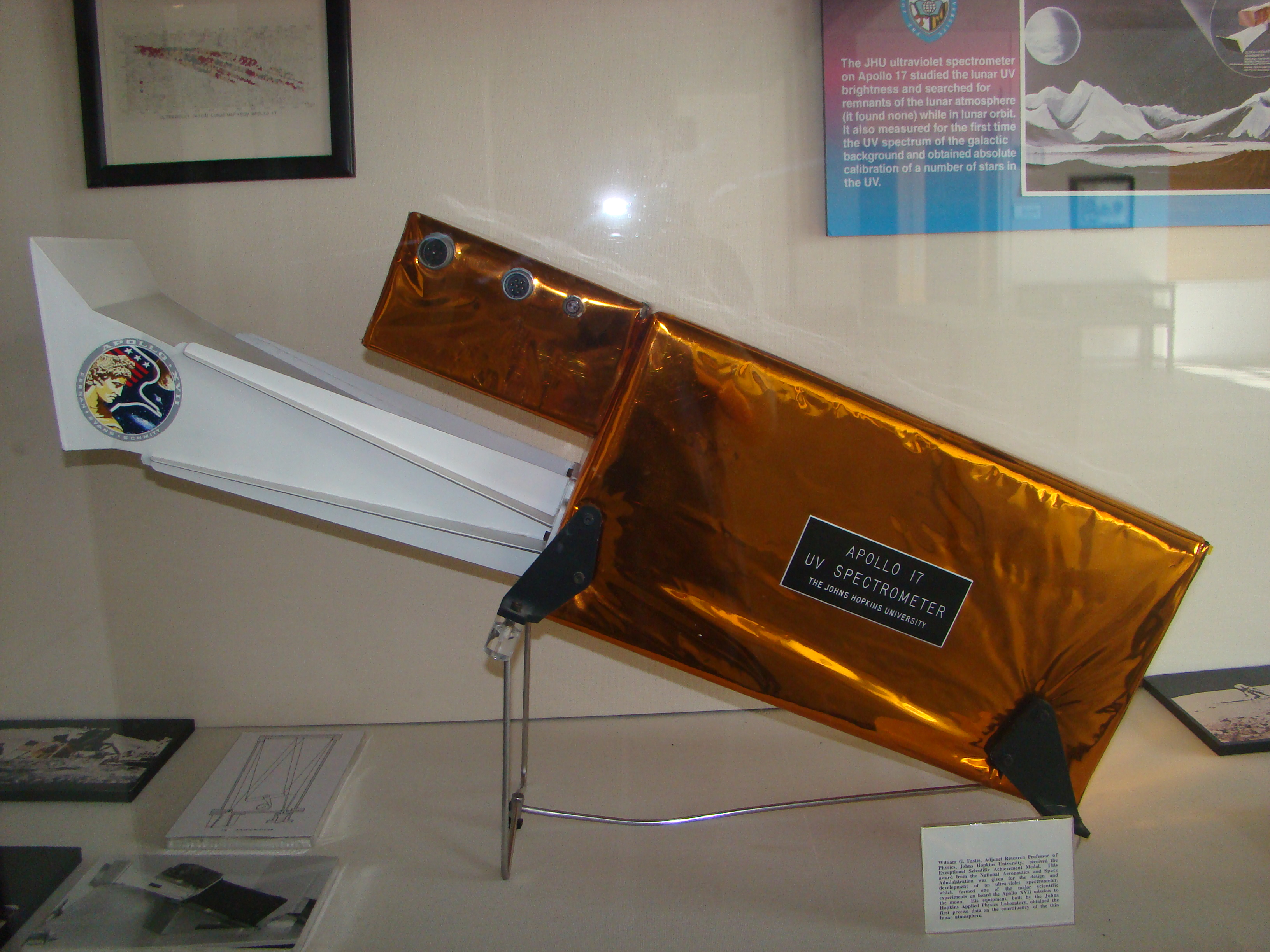
月の大気の構成を初めて正確に計測するために使用された紫外線分光器の模型。
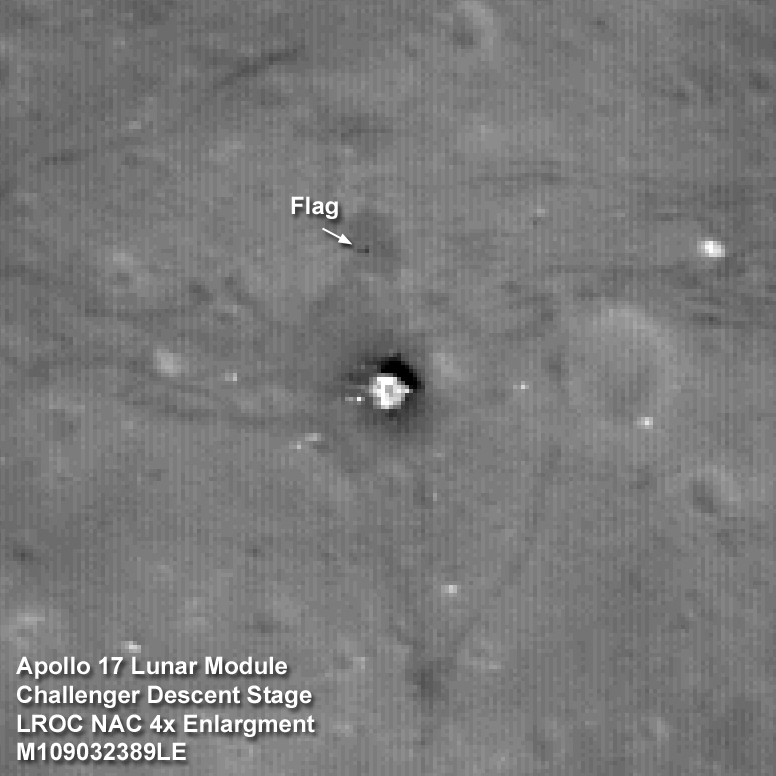
2009年にルナー・リコネッサンス・オービターが撮影した17号の着陸地点。
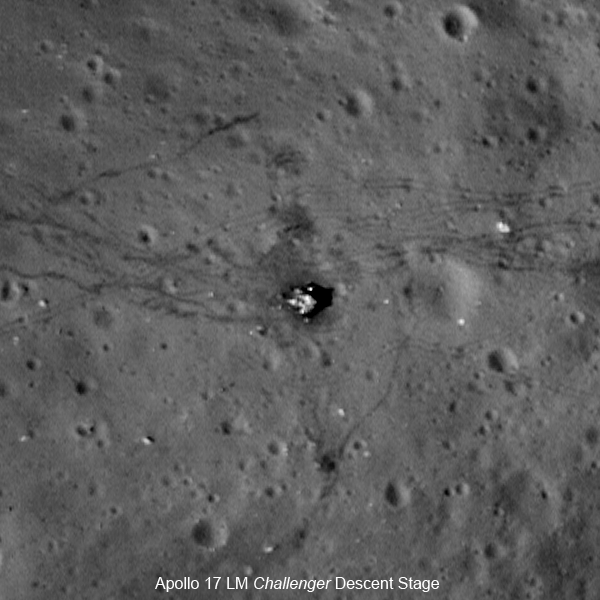
2011年、ルナー・リコネッサンス・オービターが撮影した着陸地点の望遠画像。月面車の軌跡や飛行士の足跡が周囲に見える。

## 参照
- NASA NSSDC Master Catalog
- Apollo 17 Info by NASA
- APOLLO BY THE NUMBERS: A Statistical Reference by Richard W. Orloff (NASA)
- Development of Manned Space Flight, American and Soviet NASA SP-4209
- The Apollo Spacecraft: A Chronology
- Apollo Program Summary Report
- Apollo 17 Characteristics - SP-4012 NASA HISTORICAL DATA BOOK
- Apollo 17 entry at Apollo Lunar Surface Journal - Provides an extensive insight of the mission, along with full transcripts and detailed interviews with the crewmembers.
- Lattimer, Dick (1985). 'All We Did was Fly to the Moon. Whispering Eagle Press. ISBN 0961122803.